# Bruce Fordyce

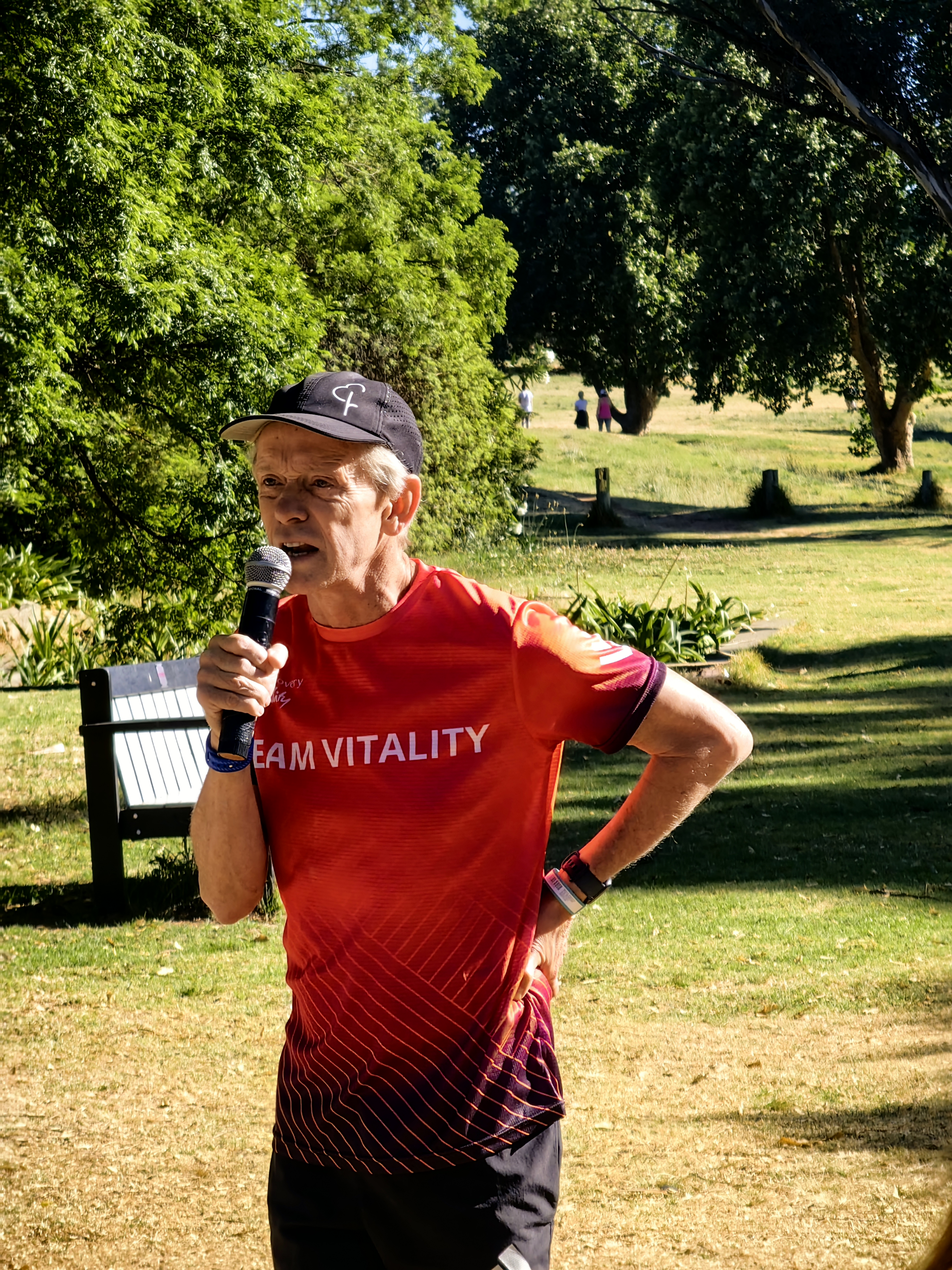
Bruce Fordyce, 2023

Bruce Fordyce (* 3. Dezember 1955) ist ein ehemaliger südafrikanischer Ultramarathonläufer.

## Sportliche Karriere
1977 nahm er zum ersten Mal am Comrades Marathon teil. Zwei Jahre später wurde er Dritter und 1980 Zweiter.
1981 startete er aus Protest gegen die Eingliederung des Comrades Marathon in die Feierlichkeiten zum 20. Jahrestag der Republik Südafrika mit einem schwarzen Armband. Obwohl er von Zuschauern angefeindet wurde, stellte er mit 5:37:28 h einen Streckenrekord für den Up Run auf.
Bis 1988 verteidigte er siebenmal seinen Titel und verbesserte die Streckenrekorde für den Up Run auf 5:27:42 h und für den Down Run auf 5:24:07 h. 1989 musste er wegen einer Verletzung aussetzen.
Am 4. Februar 1990 siegte er bei einem 100-km-Straßenlauf in Stellenbosch mit dem aktuellen Afrikarekord von 6:25:07 h. Beim Comrades Marathon siegte er in diesem Jahr zum neunten und letzten Mal.
Von 1981 bis 1983 gewann er dreimal in Folge das London to Brighton Race. Seine Marathonbestzeit ist 2:17:18 h, aufgestellt als Zweiter beim wegen seines Gefälles nicht bestenlistentauglichen Buffs Marathon. Seine Bestzeit auf einer regulären Strecke ist 2:18:25 h, erzielt als Vierter des Peninsula Marathon 1985.
2011 führte er den Parkrun in Sudafrika ein.

## Persönliches
Bruce Fordyce studierte Archäologie an der University of the Witwatersrand, die ihn 2007 mit einem Ehrendoktor auszeichnete. Mit dem 1989 von der Regierung ermordeten Anti-Apartheid-Aktivisten David Webster arbeitete er im Five Freedoms Forum zusammen. Nach seiner sportlichen Karriere leitete er ab 1997 den Sports Trust, eine Organisation zur Förderung des Breitensports.

## Veröffentlichungen
- Comrades. Flower Press, 1985, ISBN 0-620-08339-5
- mit Marielle Renssen: The Marathon Runners’ Handbook. Human Kinetics, 2002, ISBN 0-7360-4420-5